# Aethrikos setosa
Aethrikos setosa är en klomaskart som beskrevs av Reid 1996. Aethrikos setosa ingår i släktet Aethrikos och familjen Peripatopsidae. Inga underarter finns listade i Catalogue of Life.